# Vramecz Antal
Vramec Antal egyéb változatban Wrametz, Wramecz (horvátul: Antun Vramec, régebbi alakban Antol Vramec) (Ormosd? 1538? – Varasd, 1588 k.) horvát római katolikus pap, író. Nevéhez fűződik az egyik első kaj-horvát nyelven íródott nyomtatott könyv megjelentetése. Azok közé a katolikusok közé tartozott, akik támogatták ugyan Luther hitújítási törekvéseit, de nem akartak szakítani a pápával. Ennek megfelelően támogatta az anyanyelv használatát és a nemzeti irodalom megalkotását.

## Élete
Születési helyét és idejét homály fedi, nemzetiségi hovatartozása is kérdéseket vet fel. A kutatók és történészek többsége az akkori Stájerországhoz tartozó Ormosdot (ma Ormož, Szlovénia), vagy pedig annak környékét tartja szülőhelyének, amelynek közvetlen közelében folyik a horvátországi határt képező Dráva folyó. Egy 1579. június 9-én keletkezett vizsgálati jegyzőkönyv szerint Antonius Wramecz, akit inzultus ért még másfél évvel korábban, 41 esztendős.
Azt is csak feltételezik, lehetséges ormosdi származása miatt, hogy szlovén lett volna, de Ormosdon akkoriban már éltek horvátok is. Horvátországban volt lehetőség szláv nyelven történő tanulásra, ezért számos stájerországi szlovén értelmiségi végezte iskoláit a határ másik oldalán.
Vramecz neve 1558-ban bukkan fel a bécsi szeminárium egyik jegyzékében, úgy mint Anthonius Wrametz, Fridauien, Styrus (Ormosd német neve Fridau volt). 1559-ben, egy neki tulajdonítható latin nyelvű bejegyzésben a következőket írja: Stijria me genuit nutruit Sacra Vienna Mortales docui sacra tenera iura Antonius Vramez (Stájer hozott világra, míg a Szent Bécs tanított. A halandókat oktattam, hogy tartsák be a szent törvényeket. Vramecz Antal).
Az 1561–1562-es pestisjárvány miatt elhagyta a császárvárost. 1565-től 1567-ig Rómában az ottani horvát katolikus kollégium, az ún. Szent Jeromos Intézet káplánja volt, majd sikeresen elvégezte teológiai tanulmányait a pápai fővárosban. Ismeretlen okokból ezt követően elhagyta Rómát, és nem is tért többet vissza. 1568-ban zágrábi kanonokként bukkant fel újból a neve, majd egy évre rá már plébánosként tevékenykedett Griče faluban. 1573-tól varasdi főesperes és a zágrábi püspökség bizonyos jogi ügyeinek intézője volt.
Ekkoriban konfliktusba került saját egyházmegyéjével, többek között irodalmi tevékenysége és egyéb jogi ügyek miatt. Bár katolikus pap volt, de nem tartotta be az előírt cölibátust és megnősült. Feleségétől egy Mihály nevű fia született. 1578-ban az egyház felfüggesztette kanonoki kinevezését, mert többszöri felszólítás ellenére sem volt hajlandó megválni családjától. Bár az egyház nem közösítette ki, és papi teendőit később újra gyakorolhatta, de 1582-ben hivatalosan megfosztották papi kiváltságaitól, ezért ellátásáról magának kellett gondoskodnia.
1584-ben előbb a Zágráb melletti Stenjevec, később Varasd plébánosa lett. Varasdon halt meg 1588-ban. Minden hátramaradt vagyonát fiára hagyta, akinek felügyeletét Wolfang Tolinger stájer nemes látta el.

## Munkája
Vramecz közeli kapcsolatot ápolt egyes protestánsokkal, mivel azok rendelkeztek a könyvnyomtatáshoz szükséges eszközökkel. Első művét, a Kronika c. történelemkönyvet 1578-ban adta ki Laibachban (ma Ljubljana, Szlovénia), Manlius János nyomdájában. A Kronika az első horvát nyelven írt történelemkönyv, és a legkorábbi kaj nyelvű kiadványok közé tartozik. Az első ilyen mű 1574-ben látott napvilágot, amely Werbőczy István Tripartitumának fordítása volt Pergossich János jóvoltából. (Jóllehet a mai napig nem tisztázott, hogy Vramecz és Pergossich kortársa, Buchich Mihály muraközi református lelkész, akinek 1573-ban a jelek szerint már jelent meg könyve, vajon milyen nyelvváltozat szerint írt.)
Vramecz történelemkönyvét áthatja egyrészt a humanizmus, másfelől az a keserűség, amely a törökök támadásaitól erősen gyötört Horvátországban uralkodott akkoriban. A Kronika egyformán merít Jacobus Philippus Foresti de Bergamo, Bartholomaeus de Sacchi és Baksay Ábrahám műveiből, az akkori kor eseményeit és szerencsétlenségeit pedig összeveti, illetve szemlélteti bibliai avagy ókori római és görög, illetőleg kora középkori példákkal is. Rengeteg magyar történelmi személyiséget megemlít Szent Istvántól a 16. századi személyekig. Dózsa Györgyöt Székely Györgyként (Iurai Szekel) említi. A mohácsi ütközetet a szájhagyományból ismert információk alapján írja le, s nem feledkezik meg Szigetvár 1566-os elestéről sem.
Második könyve, a Postilla két évvel halála előtt, 1586-ban került kinyomtatásra Varasdon, szintén Manlius által, akinek időközben el kellett hagynia Krajnát. A Postilla evangéliumokat és prédikációkat tartalmaz. A könyv valószínűleg részben Georg Witzel 1565-ös, Párizsban megjelent latin nyelvű Postillájának alapján készült. Nyelvezete szép, prózai jellegű, és ma is viszonylag jól érthető. Művében kiemeli, hogy az illír vagy másként szlavón nép (a horvátok) számára kifejezetten hasznos, ha saját nyelvén olvas és hallgat prédikációt. A szövegben gyakoriak a magyar jövevényszavak, de éppúgy előfordulnak szlovén kifejezések is, elsősorban a kaj-horváthoz legközelebb álló stájer nyelvjárásból, amit Ormosdon is beszélnek. A mai napig kérdéses azonban, hogy a Postilla mennyire volt elterjedt, mivel a kaj-horvát irodalom igazi fejlődése a 17. század közepén kezdődött el olyan írókkal, akik sziklaszilárdan képviselték a katolicizmust. Sokan valószínűnek tartják, hogy a Vramecz-Postillától, amely bár katolikus könyv, de a horvát klérus távol tartotta magát, mert arra részben Manlius miatt a protestantizmus árnya vetült.

## Művei
- Kronika vezda znovich zpravliena kratka szlouenszkim iezikom po D. Antolu pope Vramcze kanouniku Zagrebechkom (Rövid krónika, amely mostan állíttatott össze újonnan szlavón nyelven), 1578
- Postilla na vsze leto po nedelne dni vezda znouich szpraulena szlouenszkim iezikom p: Doctore i czirkue Varaſdinſzke (Posztilla az egész esztendőre a vasárnapi napok szerint most szlavón nyelven újból egybegyűjtve a varasdi templom teológusa által), 1586